# Beatrice Falk

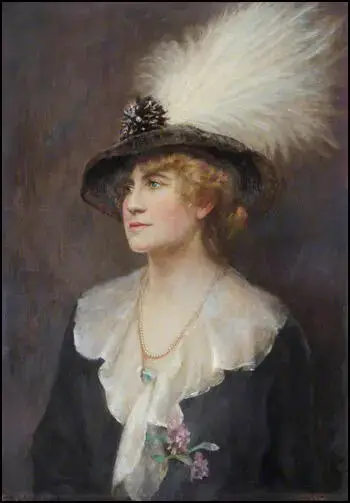
Lady Lever, Gemälde von Ethel Wright, ca. 1915

Beatrice Hilda Falk, später Beatrice Hilda Levy und Lady (Arthur) Lever (* 3. November 1873 in Salford; † 28. Mai 1917 im Hampstead General Hospital, London) war eine englisch-britische Krankenschwester und Autorin. Ihr vorzeitiger Tod, während sie im Krieg als Freiwillige Krankenschwester tätig war, machte sie als Vorbild bekannt und führt zur Verwendung ihres Bildes in entsprechender Propaganda.

## Leben
Falk wurde als eines der sechs Kinder von Philip und Sarah Falk geboren. 1896 heiratete sie Sir Arthur Levy, einen Baronet und Politiker der Liberalen Partei. Er war in Leicester geboren worden und dreizehn Jahre älter als sie. Ihr Mann änderte seinen und ihren Namen in Lever. Sie ließen sich in Knightsbridge nieder. 1900 bekam das Paar einen Sohn, Tresham Joseph Philip Lever. 
Einige Zeit vor dem Krieg schrieb Falk ein Theaterstück mit dem Titel Brown Sugar.
1914 begann der Erste Weltkrieg und ihr Mann trat wieder in die Armee ein. Er war Major im 2/1. Bataillon des Londoner Regiments der Royal Fusiliers und wurde später zum Oberst befördert.
Frauen wurden ermutigt, sich freiwillig für die Kriegsanstrengungen zu melden, und Falk entschied sich, Krankenschwester beim Voluntary Aid Detachment zu werden.
Um 1915 herum malte Ethel Wright ihr Porträt, das sich heute in der Sammlung des Royal Free Hospitals befindet.
Im Jahr 1917 arbeitete sie als Krankenschwester im Hampstead General Hospital (damals das Royal Free Military Hospital for Officers, heute das Royal Free Hospital), als sie sich bei den Patienten, die sie pflegte, eine Sepsis zuzog. Sie starb am 28. Mai 1917 und wurde auf dem jüdischen Friedhof von Golders Green beigesetzt.
Das Imperial War Museum besitzt ein nachretuschiertes Propagandafoto von ihr in ihrer Krankenschwesternuniform und als titled volunteer, die died in the service of her country. Ihre Familie bezahlte für ein Gedenkfenster im York Minster.
Ihr Theaterstück Brown Sugar wurde posthum veröffentlicht, wobei die Autorin als „Lady (Arthur) Lever“ bezeichnet wurde. Das Stück wurde 1922 und 1931 verfilmt.